# Stadtpark Maribor
Der Stadtpark Maribor (slowenisch Mariborski park, auch Maribor mestni park) ist die größte Parkanlage in der Stadtgemeinde Maribor im Nordosten Sloweniens.
Er liegt nördlich der Altstadt im Marburger Stadtbezirk Center und besteht aus den Bereichen Historischer Stadtpark, den Hügeln Kalvarienberg und Pyramidenhügel sowie den Gebieten Stadtberg (Mestni Vrh) und Drei Teiche (Trije ribniki) zwischen den beiden Hügeln. Die verschiedenen Bereiche sind über einen Naturlehrpfad miteinander verbunden.

## Sehenswürdigkeiten, Aktivitäten
- Aquarium-Terrarium[5]
- Naturlehrpfad Piramida-Kalvarija[4]
- Pavillon
- Promenade[6]
- Museum der nationalen Befreiung  in der Villa Scherbaum am Stadtpark

## Geschichte
Der Stadtpark Maribor wurde ab 1872 angelegt, als Marburg Provinzstadt in der österreichisch-ungarischen Monarchie war. Gegen Ende des 19. Jahrhunderts wurde auch das Gebiet der Drei Teiche in den Park einbezogen und 1890 ein Musikpavillon errichtet.
Das Gebäude, in dem sich Aquarium-Terrarium befindet, wurde Anfang der 1920er Jahre als Café erbaut.

## Galerie

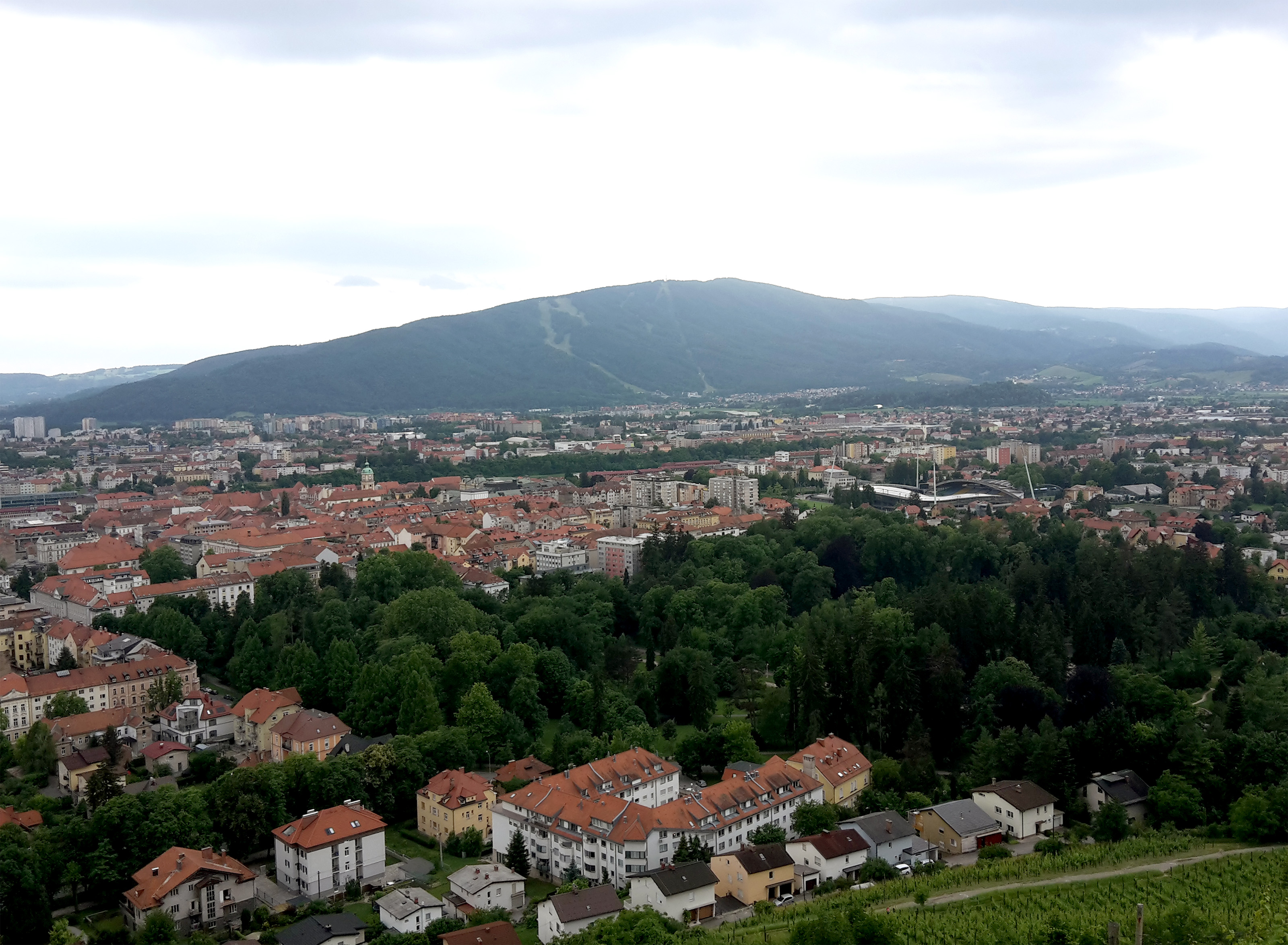
Stadtpark und Zentrum, Blick vom Pyramidenhügel
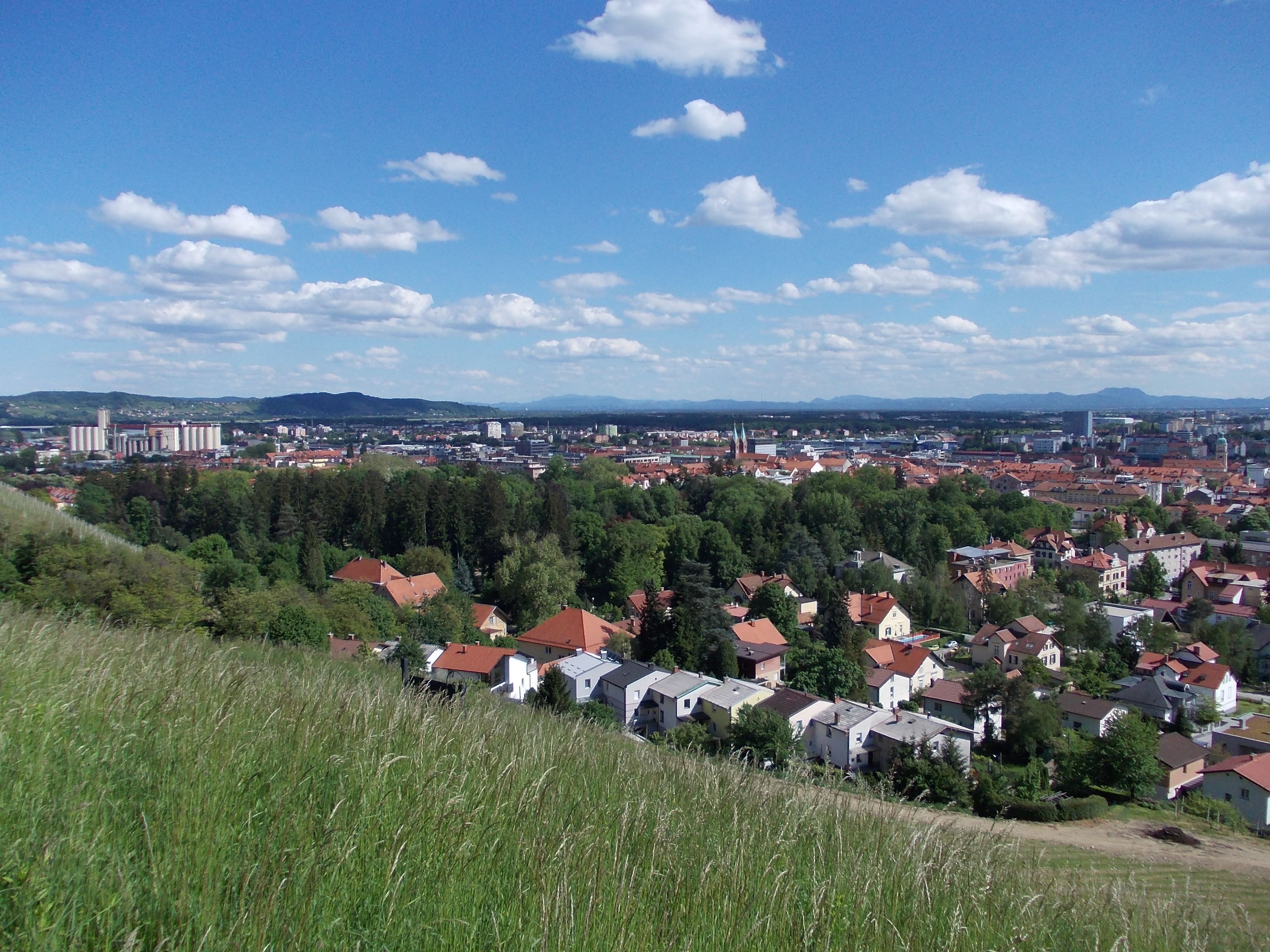
Stadtpark und Zentrum, Blick vom Kalvarienberg
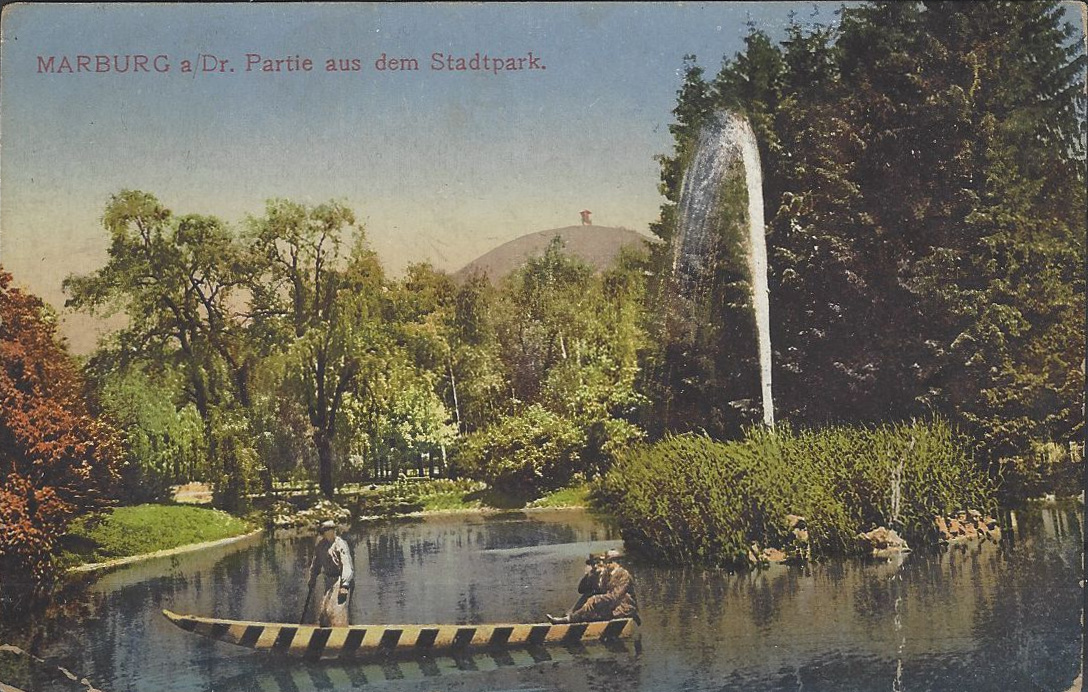
Stadtpark Maribor 1917